# 7077 Шерманшульц
7077 Шерманшульц (7077 Shermanschultz) — астероїд головного поясу, відкритий 15 листопада 1982 року.
Тіссеранів параметр щодо Юпітера — 3,171.